# Isoperla mongolica
Isoperla mongolica és una espècie d'insecte plecòpter pertanyent a la família dels perlòdids.

## Descripció
- Els adults presenten un color general d'ocre opac a marró clar amb taques clares, l'abdomen ocre al dors i més clar al ventre tirant a groguenc i les antenes de color marró clar, una mica més fosques que els palps, les potes i els cercs que són de color ocre.
- Les ales anteriors dels mascles adults fan 8,9-9,5 mm de llargària i les de les femelles entre 10,8 i 12,8.
- L'ou, ovalat, fa 185 micròmetres d'amplada i 272 de llargada.[5]

## Hàbitat
En el seu estadi immadur és aquàtic i viu a l'aigua dolça, mentre que com a adult és terrestre i volador.

## Distribució geogràfica
Es troba a Àsia: Mongòlia, incloent-hi el riu Selengà.